# Alice B. Toklas
Alice B. Toklas, (San Francisco, 1877. április 30. – Párizs, 1967. március 7.) amerikai emlékíró, szakácskönyvszerző, Gertrude Stein élettársa.

## Élete
Alice B. Toklas San Franciscóban született egy középosztálybeli lengyel zsidó családban. 1890-ben a Toklas család Seattle-be költözött, ahol apja a Toklas, Singerman and Company, a város vezető szárazáruüzletének egyik résztualjdonosa volt. Toklas a helyi iskolákban tanult, többek között a Mount Rainier Seminaryben, majd a Washingtoni Egyetemre járt, ahol zongorázni tanult. Amikor édesanyja megbetegedett, a család visszaköltözött San Franciscóba. Édesanyja 1897-ben, 41 évesen halt meg.
Öt hónappal az 1906-os pusztító San Franciscó-i földrengés után Toklas elhagyta a várost, és Párizsba költözött. 1907. szeptember 8-án, egy nappal azután, hogy Párizsba érkezett, találkozott Gertrude Steinnel. Ez egy közel négy évtizeden át tartó kapcsolat kezdetét jelentette, amely 1946-ban Stein halálával ért véget. A rue de Fleurus 27. szám alatt található közös otthonukban szalont rendeztek, amely olyan emigráns amerikai írókat vonzott, mint Ernest Hemingway, F. Scott Fitzgerald, Paul Bowles, Thornton Wilder és Sherwood Anderson, valamint avantgárd festőket, köztük Picassót, Matisse-t és Braque-ot. Szinte nap mint nap náluk lebzseltek, vitatták meg a művészet értelmét, vagy értelmetlenségét.
Toklas Stein bizalmasaként, szeretőjeként, szakácsaként, titkáraként, múzsájaként, szerkesztőjeként, kritikusaként és általános szervezőjeként tevékenykedett, de a háttérben maradt, főként Stein árnyékában élt, egészen addig, amíg Stein 1933-ban ki nem adta emlékiratait The Autobiography of Alice B. Toklas (Alice B. Toklas önéletrajza) címmel. Ez lett Stein legkelendőbb könyve. Stein álnaiv, valójában lenyűgözően okos és gyakran élesen fogalmazó vénkisasszony-társalkodónője álcájában mondja el saját életét, és ad szellemes és színes képet a XX. század első felének Párizsáról és kibontakozó művészeti életéről, művészeti mozgalmairól  könnyed, szinte fecsegő stílusban. 
Toklas és Stein mentőautókat vezettek az első világháborúban. Amikor 1939-ben kitört a háború, Stein és Toklas vidéki otthonukban, Biligninben, a svájci határ közelében tartózkodtak. Stein és Toklas valószínűleg ismeretlenségüknek, amerikai állampolgárságuknak és a szomszédok jóságának köszönhetően, akik megvédték őket, elkerülte, hogy koncentrációs táborokba küldjék őket.
Toklas és Stein egy pár maradtak Stein 1946-ban bekövetkezett haláláig.

## Érdekességek
- Alice B. Toklas a „hasis karamell” nevű szakácsművészeti alkotása gyümölcsök, diófélék, fűszerek és marihuána összetevőkből állt össze („Alice B. Toklas süti”).
- A Picasso kalandjai (Picassos äventyr) című svéd filmben (1978) komikus környezetben szerepelnek. Az egyik jelenetben Gertrude Stein figurája angol szóviccel élve fordul Alice B. Toklashoz, csendre intve. Nevének hangzása angolul kiejtve „Alice, be talkless!”-ként is értelmezhető (szó szerint „Alice, ne beszélj annyit!”, „Alíz, kukulj meg!”).[4]
- A Kebelbarátok (Bosom Buddies) című musical ezzel a sorral adózott Stein és Toklas emlékének: „Édesem, mindig Alice Toklas leszek, ha Gertrude Stein leszel.”